# Qian, Xianyang
Qian, tidigare romaniserat Kienhsien, är ett härad som lyder under Xianyangs stad på prefekturnivå i Shaanxi-provinsen i norra Kina.
Orten är bland annat känd för den kejserliga graven Qianling, där kejsar Gaozong och hans fru kejsarinnan Wu Zetian är begravda och minnesmärket Qianlings textlösa stele.

## Källa
1. ↑  ”worldpostmarks.net”. Arkiverad från originalet den 2 januari 2015. https://web.archive.org/web/20150102101710/http://worldpostmarks.net/HTML%20Countries/china.htm. Läst 24 maj 2015.

- Wikimedia Commons har media som rör Qian, Xianyang.